# 51 Ophiuchi
51 Ophiuchi (51 Oph / c Ophiuchi / HD 158643 / HR 6519) es una estrella en la constelación de Ofiuco de magnitud aparente +4,26.
Se encuentra a 410 años luz de distancia del sistema solar.
51 Ophiuchi es una joven estrella Herbig Ae/Be —el equivalente a la etapa T Tauri en las estrellas masivas— con una edad aproximada de sólo 700.000 ± 500.000 años. De tipo espectral B9.5 Ve, tiene una temperatura efectiva de 10.250 K.
Rota a gran velocidad, igual o superior a 256 ± 11 km/s, 120 veces más deprisa que el Sol.
4 veces más masiva que nuestra estrella, brilla con una luminosidad 312 veces mayor que la luminosidad solar.
Su contenido metálico parece ser ligeramente más elevado que el encontrado en el Sol ([Fe/H] = +0,10).

## Disco circunestelar
Catalogada como estrella Be, 51 Ophiuchi está rodeada por un joven disco de polvo y gas.
Se cree que probablemente se trata de un sistema planetario en las últimas etapas de su formación. El sistema puede ser análogo al de β Pictoris en cuanto a su inclinación respecto a nosotros —el disco se observa de perfil desde la Tierra— y en cuanto a la presencia de líneas de absorción variables con corrimiento al azul que sugieren la caída de cometas.
La distancia a la que se encuentra 51 Ophiuchi es mucho mayor que la distancia que nos separa de β Pictoris y su disco de escombros es relativamente compacto. Por ello, el disco en torno a 51 Ophiuchi debe ser resuelto con un interferómetro, a diferencia del de β Pictoris que ha sido observado usando imágenes en el espectro visible.
Observaciones recientes de 51 Ophiuchi realizadas con el Interferómetro Nuller del Observatorio Keck muestran que el disco tiene dos componentes diferenciadas: por una parte, una nube central de partículas grandes de polvo, y por otra, rodeando a dicha nube, una envoltura de tamaño mucho mayor formada por pequeñas partículas de silicatos que se extienden desde ~7 UA hasta ~1200 UA respecto a la estrella.
El disco interior tiene un radio aproximadamente cuatro veces mayor que la distancia existente entre el Sol y la Tierra, con una densidad ~100.000 veces mayor que la del polvo de nuestro Sistema Solar.
En este disco interno, nacido a la vez que la estrella, se producen continuamente colisiones entre los cuerpos originales; los granos grandes (≥ 50 μm) resultantes de estas colisiones conforman este disco, mientras que los gránulos de tamaño ≤50 μm son lanzados fuera y finalmente expulsados del sistema por la presión de radiación.
Esta distribución de las partículas en función del tamaño no es única, habiéndose observado con anterioridad en la citada β Pictoris, en Vega (α Lyrae) y en AU Microscopii.